# Micropotamogale
Micropotamogale is een geslacht van zoogdieren uit de familie der otterspitsmuizen (Potamogalidae). De wetenschappelijke naam van het geslacht werd in 1954 gepubliceerd door Henri Heim de Balsac.

## Soorten
Er worden 2 soorten in dit geslacht geplaatst:
- Micropotamogale lamottei Heim de Balsac, 1954 – Dwergotterspitsmuis
- Micropotamogale ruwenzorii (Witte & Frechkop, 1955) – Rwenzoriotterspitsmuis